# Diego Hurtado de Mendoza y Pacheco

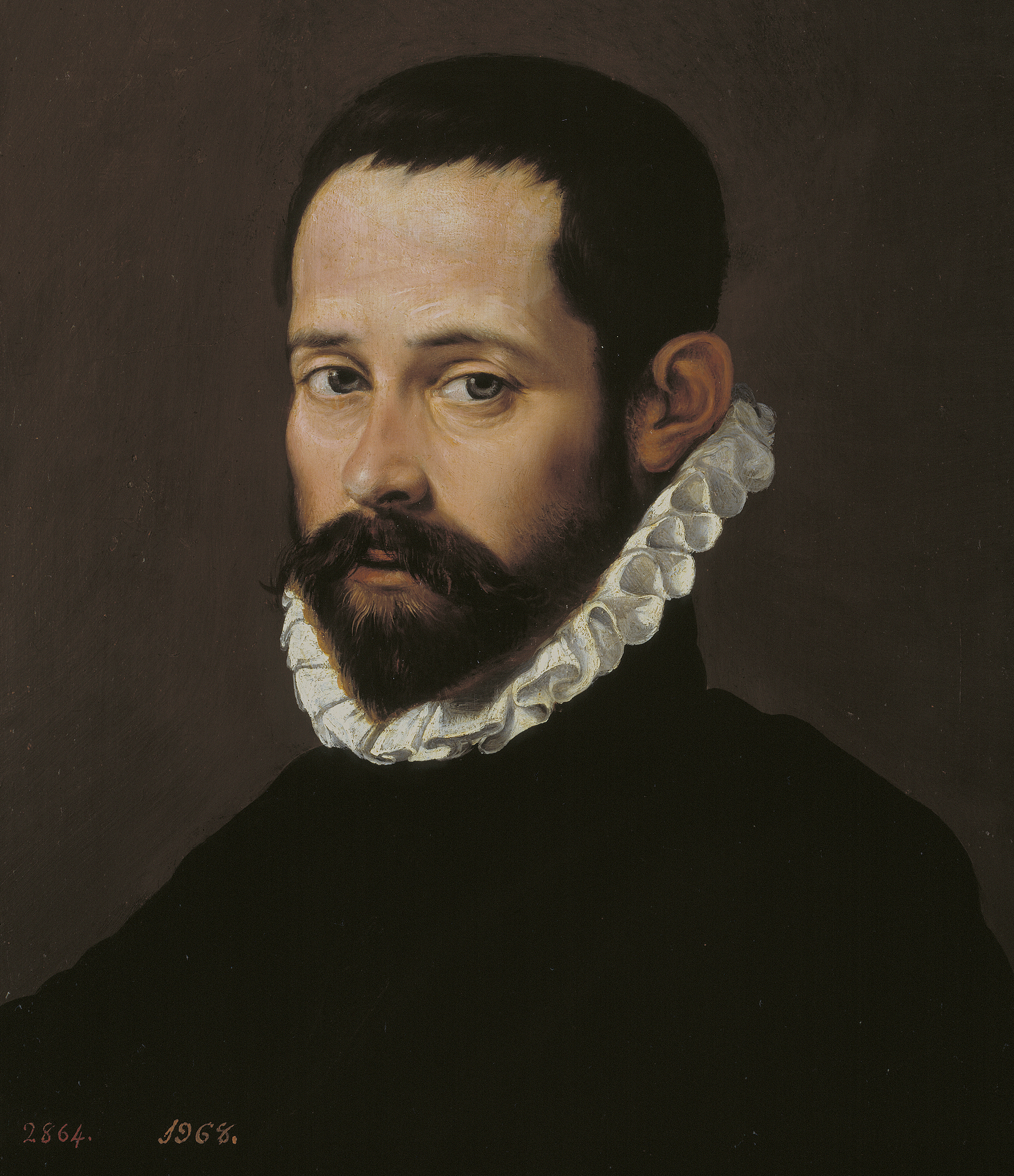
Diego Hurtado de Mendoza y Pacheco (16. Jh., Museo del Prado)

Diego Hurtado de Mendoza y Pacheco (* 1503 in Granada; † 14. August 1575 in Madrid) war ein spanischer Renaissance-Dichter, Historiker und Diplomat.

## Biografie
Er war der Urenkel von Iñigo López de Mendoza, dem Marqués von Santillana, und der jüngste Sohn des 2. Grafen von Tendilla Íñigo López de Mendoza y Quiñones und der Francisca Pacheco. Seine älteren Geschwister waren:
- Luis de Mendoza y Pacheco, 2. Marqués de Mondejar und 3. Graf von Tendilla, Gouverneur von Granada
- Antonio de Mendoza y Pacheco, 1. Vizekönig von Neuspanien und später von Peru
- Bernardino de Mendoza y Pacheco, Kapitän der spanischen Galeeren, bekannt für den (temporären) Sieg über Tunis
- Francisco de Mendoza y Pacheco, Bischof von Úbeda
- Maria Mendoza y Pacheco (Maria Pacheco), einer der Anführer des Comuneros-Aufstands von 1519[1]

Nach dem Verlassen der Universität Salamanca gab Mendoza seine Absicht auf, Aufträge anzunehmen; stattdessen diente er unter Karl V. in Italien und besuchte Vorlesungen an den Universitäten von Bologna, Padua und Rom. Im Jahr 1537 wurde er ins Königreich England geschickt, um eine Ehe zwischen Heinrich VIII. und Christina von Dänemark, der verwitweten Herzogin von Mailand, sowie eine Ehe zwischen Ludwig von Portugal und Mary Tudor zu arrangieren. Trotz des Scheiterns seiner Mission behielt er das Vertrauen des Kaisers und wurde zwei Jahre später zum Botschafter in Venedig ernannt.  Während seiner Jahre in Venedig baute er seine Bibliothek auf, kaufte Bücher, die von der Druckerei Aldina gedruckt wurden, und beschäftigte Schreiber, um griechische Manuskripte zu kopieren. Er beschaffte Kopien der griechischen Manuskripte des Kardinals Bessarion und erwarb weitere seltene Kodizes aus dem Kloster des Berges Athos. Die erste gedruckte griechische Ausgabe der Werke von Josephus, die auf Texten aus Mendozas Sammlung basiert, wurde vom flämischen Humanisten Arnoldus Arlenius herausgegeben, der in der Bibliothek von Mendoza arbeitete, und 1544 von Hieronymus Froben in Basel veröffentlicht.
Er fungierte einige Zeit als Militärgouverneur von Siena, vertrat Spanien diplomatisch im Konzil von Trient und wurde im Jahr 1547 zum Sonderbeauftragten in Rom ernannt, wo er bis 1554 blieb. Er war nie ein Liebling Philipps II., und ein Streit mit einem Höfling führte im Juni 1568 zu seiner Verurteilung vom Gericht. Die restlichen Jahre seines Lebens verbrachte er in Granada, widmete er sich dem Studium des Arabischen, das er bereits als Kind gelernt hatte, der Dichtung und seiner Geschichte des maurischen Aufstands von 1568 bis 1570. Er starb im Jahr 1575 und überließ seine Bibliothek dem König.

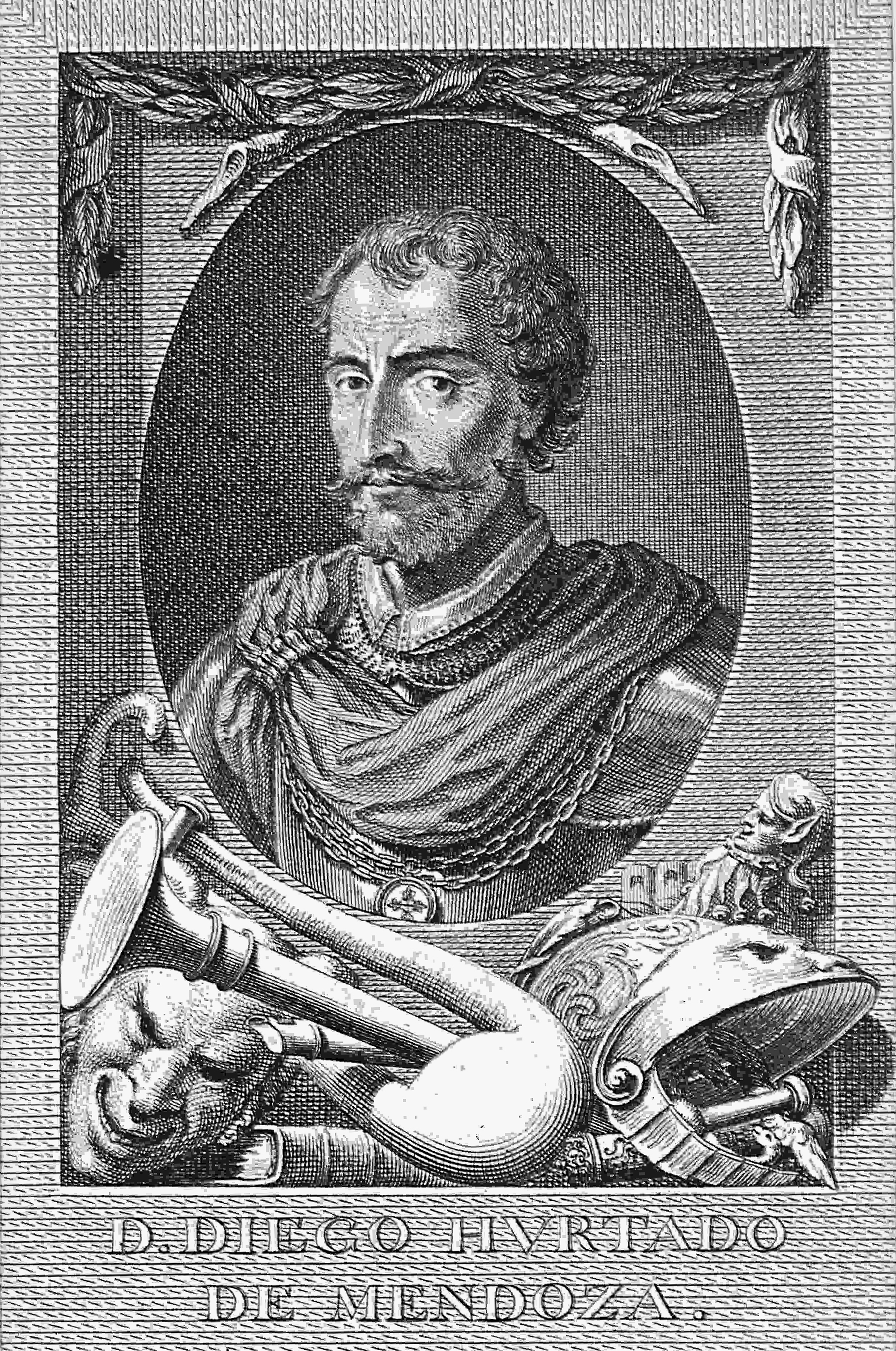
Diego Hurtado de Mendoza (1770)

## Schriften
Seine Guerra de Granada über den Morisco-Aufstand in den Alpujarras (1568–1571) wurde im Jahr 1610 in Madrid und 1627 in Lissabon von Luis Tribaldos de Toledo veröffentlicht; die Verzögerung war zweifellos auf die scharfe Kritik von Zeitgenossen zurückzuführen, die Mendoza überlebten. Eine vollständige Ausgabe erschien erst 1730. In einigen Passagen imitiert der Autor bewusst Sallust und Tacitus; sein Stil ist insgesamt lebendig und pointiert, seine Informationen sind genau, und in kritischen Einsichten steht er Juan de Mariana nicht nach.
Die Zuschreibung des um das Jahr 1552 erschienenen pikaresken Romans Lazarillo de Tormes an Mendoza ist umstritten, aber Dokumente, die kürzlich von der spanischen Paläographin Mercedes Agulló entdeckt wurden, scheinen diese Hypothese zu bestätigen. Dass er sich in pikaresker Boshaftigkeit hervorgetan hat, beweisen seine unanständigen Verse, die in den alten kastilischen Versmaßen geschrieben wurden, und die aufwendigeren, deren Versmaß aus Italien importiert wurde. Mendoza gilt als Autor der Briefe an Feliciano de Silva und Captain Salazar, die von Antonio Paz y Melia in Sales Espanolas (Madrid, 1900) veröffentlicht wurden.